# ビーキーパー
『ビーキーパー』（原題：The Beekeeper）は、アメリカ合衆国の女性シンガーソングライター、トーリ・エイモスが2005年に発表したスタジオ・アルバム。通算8作目（ベスト・アルバムを除く）、オリジナル曲によるアルバムとしては7作目に当たる。

## 背景
アルバム・タイトルは養蜂家を意味しているが、エイモス自身は『アンカット』誌のインタビューにおいて「命の庭園を訪れて知恵の樹の実を食べようと決断した女性」が真のテーマと説明している。本作は全曲とも「不毛の庭園」、「岩石庭園」、「薔薇と棘」、「温室」、「果樹園」、「妙薬とハーブ」といった6つの「庭園」をモチーフとしており、アルバムのブックレットには、どの曲がどの庭園に対応しているか明記されている。エイモス自身は、ハチの巣の六角形と6日間の天地創造から、6という数字にこだわったという。なお、限定スペシャル・エディション盤に付属したボーナスDVDには、それぞれの庭園をモチーフとした映像と、アルバム未収録曲「Garlands」のミュージック・ビデオが収録されている。
「オリジナル・シンシュアリティ」の「Sinsuality」は、「罪 (Sin)」と「官能 (Sensuality)」を合わせたエイモスの造語である。

## 録音
エイモスは本作のレコーディングにおいて、ベーゼンドルファーのピアノだけでなく、夫からのクリスマス・プレゼントであるハモンドB-3も多用した。エイモス自身は、「私の感覚では、ハモンドはファンキーで男性的、ピアノは情緒的で女性的なの。『ビーキーパー』では、それらが一体化して完璧に調和しているのよ」と語っている。
「オリジナル・シンシュアリティ」はエイモスのピアノ弾き語りのみの録音で、残りの18曲ではマック・アラディン、ジョン・エヴァンス、マット・チェンバレンがバックを務めた。「ザ・パワー・オブ・オレンジ・ニッカーズ」はアイルランドの歌手ダミアン・ライスとのデュエットで、「リボンズ・アンダン」にはエイモスの姪ケルジー・ドビンズが参加した。

## 反響・評価
母国アメリカのBillboard 200では5位に達し、自身5作目の全米トップ10アルバムとなった。アメリカ国内での売り上げは、リリースから3年余りの時点で29万枚を超えている。ドイツのアルバム・チャートでは自身2度目のトップ10入りを果たし、自己最高の8位を記録した。
Stephen Thomas Erlewineはオールミュージックにおいて5点満点中3.5点を付け「『ボーイズ・フォー・ペレイ 〜炎の女神〜』や『クワイヤーガール・ホテル』におけるガチャガチャとした闇とは大きな隔たりがある。このアルバムは、テンポが遅くなりメロディがムードを増した時でさえ温かい気質を保ち、明るく光っている」「40代を迎えたシンガーソングライターに、極めて似つかわしいレコード」と評している。また、バリー・ウォルターズは『ローリング・ストーン』誌において5点満点中3点を付け「彼女は自分の才能を、当たり障りのないレコード作りに浪費した」と批判する一方、「幸い『ビーキーパー』は後半で持ち直している。タイトル曲では1998年の『クワイヤーガール・ホテル』で聴ける引き立ったエレクトロニック・サウンドが復活し、"Original Sinsuality"は『リトル・アースクウェイクス』の悲痛な赤裸々さに立ち戻ったかのように聴こえる」と評している。

## 収録曲
全曲ともトーリ・エイモス作。
1. パラソル - Parasol (3:54)
2. スウィート・ザ・スティング - Sweet the Sting (4:16)
3. ザ・パワー・オブ・オレンジ・ニッカーズ - The Power of Orange Knickers (3:36)
4. ジャマイカ・イン - Jamaica Inn (4:03)
5. バロンズ・オブ・サバービア - Barons of Suburbia (5:21)
6. スリープス・ウィズ・バタフライズ - Sleeps with Butterflies (3:36)
7. ジェネラル・ジョイ - General Joy (4:13)
8. マザー・レヴォリューション - Mother Revolution (3:58)
9. リボンズ・アンダン - Ribbons Undone (4:30)
10. カーズ・アンド・ギターズ - Cars and Guitars (3:45)
11. ウィットネス - Witness (6:06)
12. オリジナル・シンシュアリティ - Original Sinsuality (2:02)
13. アイルランド - Ireland (3:49)
14. ビーキーパー - The Beekeeper (6:50)
15. マーサズ・フーリッシュ・ジンジャー - Martha's Foolish Ginger (4:22)
16. フーチー・ウーマン - Hoochie Woman (2:34)
17. グッバイ・ピスケス - Goodbye Pisces (3:36)
18. メアリーズ・オブ・ザ・シー - Marys of the Sea (5:11)
19. トースト - Toast (3:42)

## 参加ミュージシャン
- トーリ・エイモス - ボーカル、ピアノ、ハモンドオルガン
- ダミアン・ライス - ボーカル(on 3.)
- マック・アラディン - エレクトリック・ギター、アコースティック・ギター、マンドリン
- ジョン・エヴァンス - エレクトリックベース、アップライト・ベース、ベース・ペダル
- マット・チェンバレン - ドラムス
- ロンドン・コミュニティ・ゴスペル・クワイア（英語版） - バックグラウンド・ボーカル(on #2, #8, #11, #16)
- ケルジー・ドビンズ - バックグラウンド・ボーカル(on #9)